# Перён
Перён (фр. Peyrun, окс. Peirun) — коммуна во Франции, находится в регионе Окситания. Департамент — Верхние Пиренеи. Входит в состав кантона Рабастенс-де-Бигор. Округ коммуны — Тарб.
Код INSEE коммуны — 65361.

## География
Коммуна расположена приблизительно в 640 км к югу от Парижа, в 110 км западнее Тулузы, в 15 км к северо-востоку от Тарба.
Коммуна расположена в местности Бигорр. На востоке коммуны протекает река Ланенос.

## Климат
Климат умеренно-океанический с солнечной тёплой погодой и обильными осадками на протяжении практически всего года.

## Население
Население коммуны на 2010 год составляло 82 человека.
| 1962 | 1968 | 1975 | 1982 | 1990 | 1999 | 2010 |
| ---- | ---- | ---- | ---- | ---- | ---- | ---- |
| 117  | 118  | 112  | 104  | 94   | 84   | 82   |

## Администрация
| Период | Период | Фамилия        | Партия                              | Примечания |
| ------ | ------ | -------------- | ----------------------------------- | ---------- |
| 2001   | 2020   | Ален Бонкаррер | Французская коммунистическая партия |            |

## Экономика
В 2010 году среди 51 человека трудоспособного возраста (15-64 лет) 31 были экономически активными, 20 — неактивными (показатель активности — 60,8 %, в 1999 году было 71,7 %). Из 31 активных жителей работали 28 человек (15 мужчин и 13 женщин), безработных было 3 (1 мужчина и 2 женщины). Среди 20 неактивных 2 человека были учениками или студентами, 12 — пенсионерами, 6 были неактивными по другим причинам.

## Достопримечательности
- Церковь Сен-Мартен

## Фотогалерея

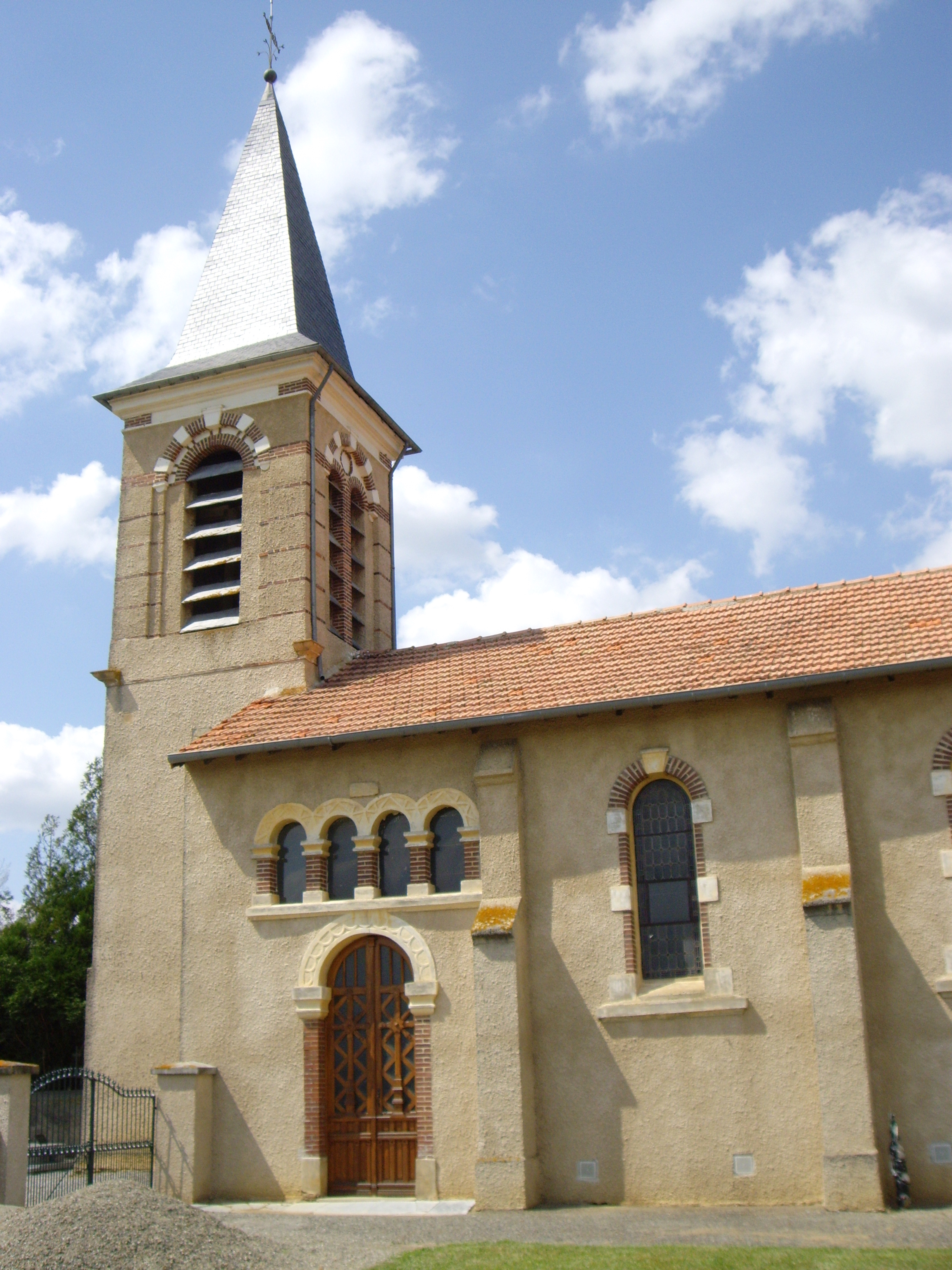
Церковь Сен-Мартен
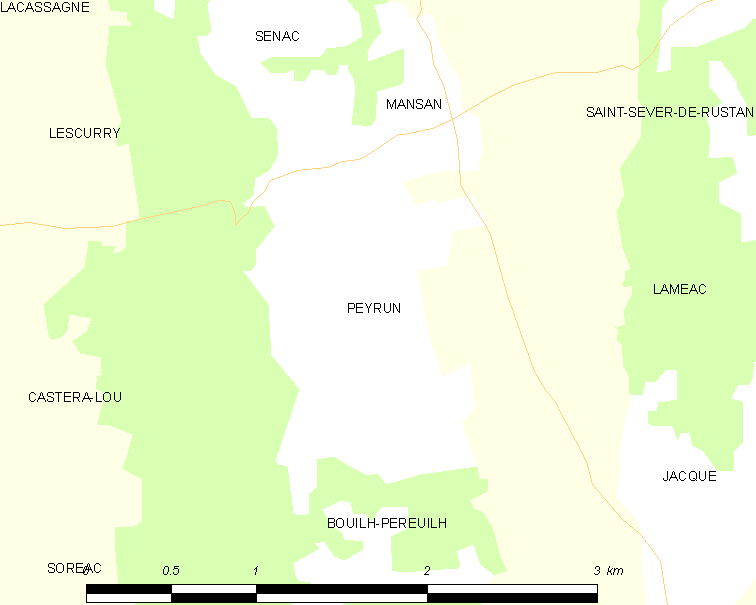
Карта коммуны